# Julián Oñate y Juárez

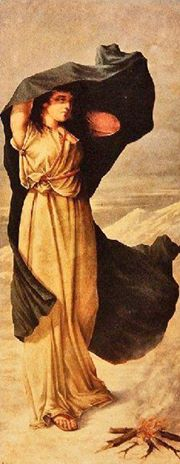
Julián Oñate y Juárez – Allegorie des Winters im Palacio de Miraflores, Caracas, Venezuela

Julián Oñate y Juárez (* um 1840 in Burgos; † 1899) war ein in Spanien geborener und ausgebildeter Maler und Dekorateur, der jedoch jahrzehntelang in Peru und Venezuela wirkte.

## Leben
Im Jahr 1865 studierte Oñate Malerei an der Akademie der Bildenden Künste von Cádiz. Zwei Jahre später gewann er eine Auszeichnung, den Premio de pintura elemental, in Malerei und begab sich nach Madrid zu weiteren Studien an der Real Academia de Bellas Artes de San Fernando. Während seiner Zeit in Madrid fertigte er eine Reihe von Gemälden an, die heute im Museo del Prado ausgestellt sind. Im Jahr 1873 reiste er mit seiner Frau Gertrude Bertolano, ebenfalls eine Kunstmalerin, nach Peru und eröffnete dort die private Kunstakademie Escuela de Artes y Oficios in Lima und entwickelte eine intensive Tätigkeit. Im Jahr 1877 erhielt er die Bronzemedaille der Exposición municipal in Lima. Er war beteiligt an der Dekoration des Teatro Principal de Lima (1889) und in Trujillo (1894). Im Januar 1895 reiste Oñate nach Venezuela und arbeitete zunächst an der Dekoration des Stadttheaters von Caracas, danach für die Gestaltung des Palacio de Miraflores. Über seine letzten Lebens- und Schaffensjahre sind keine Angaben mehr vorhanden. Der Ort seines Todes ist ebenfalls nicht dokumentiert.

## Werk
Zu den bekanntesten Werken gehören Porträts, z. B. ein Reiter-Porträt von Präsident Andrés Avelino Cáceres (1887) sowie ein Porträt von Präsident Morales Bermúdez (1890). Außerdem porträtierte er den Stierkämpfer Diego Prieto, Plaza de Acho (1892) sowie Maria Luisa Tenaud (1890) oder Carlos Jimenez (1893). Sein am größten dimensioniertes Werk ist Botella de champagne con amorcillos (Höhe 360,5 cm × Breite 130,5 cm, 1897). Weitere Werke befinden sich heute im Palacio de Miraflores und in der Galería de Arte Nacional in Caracas.

## Ausstellungen
- Sonderausstellung Galería de Arte Nacional (GAN),  „Julián Oñate en Venezuela. Rescate de una obra“,  hier werden auch sieben restaurierten Werke gezeigt, die bei einem Brand beschädigt wurden. Die Restaurierung wurde durch den Champagnerhersteller Veuve Clicquot finanziert.[1]